# Truncocolumella
Truncocolumella — рід грибів родини Suillaceae. Назва вперше опублікована 1939 року.

## Класифікація
До роду Truncocolumella відносять 3 види:
- Truncocolumella citrina
- Truncocolumella occidentalis
- Truncocolumella rubra